# Jean-Baptiste de Lavalette
Pour les articles homonymes, voir Lavalette.
Louis Jean Baptiste de Lavalette, comte de la Valette, seigneur de Sérigny, né à Paris le 27 octobre 1753, guillotiné dans la même ville le 28 juillet 1794, est un général de brigade de la Révolution française.

## Biographie

### Origines et famille
Issu de l'ancienne famille des Lavalette, Jean-Baptiste de Lavalette est le fils de Joseph-François de Lavalette, né à Toulon le 26 février 1729, mort à Paris le 16 novembre 1765, garde de la marine le 29 septembre 1743, enseigne de vaisseau, puis lieutenant-général en Bourgogne, marié le 10 août 1747. Il a deux frères : François-Louis, marquis de Lavalette, né à Paris le 13 février 1750, mort en 1836), nommé le 23 novembre 1765 lieutenant-général en Bourgogne, émigré en 1789, et François-Joseph-Élisabeth, vicomte de Lavalette, né en 1756, guillotiné le 6 juin 1794).

### Carrière militaire
Garde de la marine en 1769, il devient sous-lieutenant au régiment de cavalerie Royal Etranger le 1er juin 1772, avant d'abandonner la carrière des armes en 1774, et d'épouser à Saint-Max de Nancy le 12 novembre 1778 Henriette-Élisabeth, comtesse de La Tour et Taxis, issue de la famille princière de Thurn und Taxis, avec laquelle il a trois enfants : Élisabeth-Honorine-Pierre, née en 1782 à Nancy, morte dans sa jeunesse, Camille-Jean-Charles-Louis, né en 1786 à Nancy, mort dans sa jeunesse et Zoé-Thérèse, née en 1790.
Fixé à Nancy en 1789, il est nommé commandant de la garde nationale. En septembre 1790, il s'installe à Paris. Chargé par la municipalité de réunir les volontaires de la section des Lombards et de les partager en compagnies, commandant du bataillon de l'Oratoire en 1791, puis de la section armée des gardes françaises le 12 août 1792, il est élu le 4 septembre 1792 lieutenant-colonel du 1er bataillon des Lombards,, à l'armée du Nord. Commandant temporaire à Bruxelles pendant l'occupation française, il est l'un des chefs de la société populaire. Lorsque les assemblées primaires de Belgique sont convoquées au sujet de la réunion à la France, il se rend à Gand, le 22 février 1793, pour assister le commissaire Courtois. À la suite de leur action, 2 000 citoyens de Gand émettent le vœu de  leur réunion à la France. Rentré à Bruxelles, il représente le général Moreton à l'assemblée qui se tient, le 25 février, à Sainte-Gudule, qui le choisit avec trois autres personnes pour former la députation chargée de porter à la Convention nationale le vœu de réunion à la France émis par la ville et sa banlieue.
Toutefois, devant l'évolution de la situation militaire, il ne peut partir et se voit confier le commandement de la West-Flandres, à Gand. Après la retraite, il est adjoint par Duval au commandant de la place de Lille le 31 mars 1793. Dans ces fonctions, il déjoue les tentatives de Dumouriez et de de Miaczinski. Le 8 avril, il est nommé commissaire national à Cambrai pour rallier et reformer les troupes revenues de Belgique et commandant temporaire de Cambrai le 16 avril en remplacement d'Aubert par Dampierre. Puis, le 25 avril, il devient commandant de la place de Lille,.
Nommé général de brigade le 15 mai avec des lettres de service pour l'armée des côtes de Brest, le Conseil exécutif le prie de demeurer à Lille jusqu'à nouvel ordre pour seconder Favart dans « toutes les opérations relatives à la défense de cette place par un officier qui la connaissait déjà, et sur le civisme, l'activité et les talents militaires duquel on pouvait compter. »
Des démêlés l'opposent alors au général Lamarlière, lors desquels la garnison de la place prend position contre lui. De leur côté, les représentants en mission Duhem et Lesage-Senault se plaignent de lui, le qualifiant d'« aventurier brouillon, agitateur immoral et dévoré d'ambition », prennent, le 22 juillet, un arrêté le suspendant et lui enjoignent de se rendre à Paris pour rendre compte de sa conduite devant le comité de salut public. Cet arrêté étant parvenu à la connaissance de la Convention le 24 juillet, il est défendu par Robespierre et Pierre Louis Bentabole, qui obtiennent le rappel de Duhem et le renvoi de l'arrêté au comité de salut public. Le même soir, aux Jacobins, son aide camp Nivet et Robespierre prennent sa défense. Enfin, le 31 juillet, Jeanbon Saint-André présente un rapport dans lequel il considère qu'il n'existe aucun motif d'inculpation contre Lavalette,,.
Réintégré dans ses fonctions le 3 août, il réorganise l'armée révolutionnaire à Lille et contribue à placer à sa tête Dufresse. Dans une séance de la société populaire de Lille, dont il préside le comité de correspondance, les chefs de cette armée font l'objet d'une dénonciation. Le 9 décembre 1793, Bourdon de l'Oise lui reproche devant la Convention, à l'occasion de l'acquittement de cinq Lillois qu'il avait fait traduire au tribunal révolutionnaire,, d'avoir épousé une princesse allemande émigrée et dénoncé des patriotes dont le tribunal proclamait l'innocence. Les représentants Hentz et Florent-Guiot dissolvent cette armée révolutionnaire, avant de prendre, le 13 décembre un arrêté plaçant Lavalette en état d'arrestation. Puis, le 18 décembre, sur la demande de Duhem, qui avait remis depuis cinq mois des pièces au tribunal révolutionnaire, la Convention vote un décret ordonnant son transfert à Paris.
Grâce à Robespierre, un arrêté du comité de salut public ordonne le 23 floréal (12 mai 1794) sa libération et le réintègre dans ses fonctions. Lavalette demande alors à être employé sous Hanriot, requête approuvée par le comité, et il est affecté à la 17e division militaire le 28 mai 1794. Adjoint de François Hanriot le 9-Thermidor, il est guillotiné avec les Robespierristes le 10 thermidor an II (28 juillet 1794).